# Ubiraitá
Ubiraitá, localizado no estado da Bahia, mais precisamente na Chapada Diamantina, atualmente é um distrito do município de Andaraí, distante 65 km da sede. Sua população em 2004 era de 3.680 habitantes. Próximo ao distrito existem duas grutas: a Gruta da Marota e a Gruta da Paixão, onde foram encontrados exemplos de arte rupestre.
Durante um breve período, Ubiraitá teve o status de município, sendo extinto em 1963 por decisão judicial.
É possível que o nome Ubiraitá provenha do tupi ybyraitá, literalmente pau-ferro, nome da Libidibia ferrea, árvore de madeira muito dura.